# Jan II Aragoński (książę Aten)
Jan II Aragoński (ur. 1317, zm. 1348) – Książę Aten w latach 1338-1348, hrabia Malty, regent Królestwa Sycylii. 
Był trzecim synem Fryderyka II, króla Sycylii, i Eleonory Andegaweńskiej. Zmarł na Sycylii z powodu "czarnej śmierci". 